# Panait Costache
Panait Costache (n. secolul al XIX-lea – d. secolul al XIX-lea) a fost primar al Bucureștiului în perioada martie 1867 - noiembrie 1868.